# Josh Friedman
Josh Friedman, est un scénariste américain.

## Filmographie
- 1996 : Poursuite
- 2005 : La Guerre des mondes
- 2008 : Terminator : Les Chroniques de Sarah Connor, série [3],[4]
- 2011 : Locke & Key, épisode pilote test
- 2012 : The Asset, épisode pilote test
- 2012 : The Finder, épisode 1x09
- 2014 : Crossbones, épisode 1x06
- 2017 : Emerald City, série
- 2019 : Terminator: Dark Fate de Tim Miller (scénariste)
- 2020 : Snowpiercer, série
- 2022 : Avatar : La Voie de l'eau[5],[6]
- 2024 : La Planète des singes : Le Nouveau Royaume (Kingdom of the Planet of the Apes) de Wes Ball
- 2025 : Les Quatre Fantastiques : Premiers pas (The Fantastic Four: First Steps) de Matt Shakman